# Kras Stadion
El Kras Stadion es un estadio de usos múltiples ubicado en la ciudad de Volendam, Países Bajos. El estadio inaugurado en 1975 posee una capacidad de 6.984 personas y es utilizado por el club de fútbol FC Volendam para sus partidos en casa.
Inaugurado en 1975, el estadio consta de cuatro tribunas cubiertas para espectadores (Dr. Duin-Tribune, Jaap Jonk-Tribune, Jaap Bond-Tribune y Pé Mühren-Tribune), que ofrecen 6.984 asientos para los visitantes. A principios de la década de 1990, el estadio se sometió a su mayor renovación. Desde 2006 se ha instalado Césped artificial en el recinto. 
Toma su nombre actual de la empresa de reciclaje Kras Recycling BV, con sede en Volendam, cuyo director ejecutivo, Henk Kras, también fue presidente del FC Volendam.
El 7 de julio de 2012, el estadio Kras acogió por cuarta vez un concierto llamado Votown AllStars, que se celebra anualmente.